# Грамон, Антуан II де
Герцог Антуан II де Грамон (фр. Antoine II de Gramont; ок. 1572 — август 1644), пэр Франции — французский аристократ.

## Биография
Сын Филибера де Грамон-Тулонжона, графа де Грамона и де Гиша, виконта д’Асте, мэра и губернатора Байонны, сенешаля Беарна, и Дианы д’Андуэн, виконтессы де Лувиньи.
Суверен Бидаша, граф де Грамон, де Гиш и де Лувиньи, виконт д’Асте. Наследовал отцу в возрасте 11 лет и до достижения совершеннолетия находился под опекой матери, состоявшей в любовной связи с королем Генрихом Наваррским. Поговаривали, что Антуан мог быть плодом этой связи и однажды Генрих предложил отставленной фаворитке усыновить, признать и легитимировать ее сына, каковое предложение юноша, якобы, гордо отклонил со словами: «Я благодарю короля, желающего мне блага и удовольствия, но никогда на это не пойду, ибо я добрый сеньор и малый суверен, и для меня это важнее, чем быть бастардом даже такого великого короля». Генриху эта дерзость пришлась не по вкусу, но расположения к Антуану он не оставил и в послании к Прекрасной Коризанде в 1597 году писал, что любит своего внебрачного сына: («Mon naturel est de l’aimer»).
7 августа 1580 Генрих III передал Антуану роту из пятидесяти тяжеловооруженных всадников, принадлежавшую его отцу, а 9 июля 1585 король и маршал Матиньон дали ему еще одну роту кавалеристов. В следующем году началась война трёх Генрихов, в которой юный граф сражался на стороне короля Наваррского. В 1587 году в битве при Кутра он командовал частями из Бидаша и Беарна, посланными его матерью.
В начале 1589 года Наваррец вызвал Грамона в свой лагерь под Монбазоном для участия в совместном с французскими королевскими войсками походе на Париж. В этой кампании Антуан имел возможности отличиться, выполняя различные миссии, был ранен и в письме к Коризанде из-под стен осажденного Вандома 20 ноября 1589 Генрих IV сообщал о его выздоровлении. Граф де Грамон сопровождал короля до конца 1595 года. В 1594 году участвовал в осаде Лана, где командовал ротой из ста тяжеловооруженных всадников, в следующем году отличился в битве при Фонтен-Франсез.
14 декабря 1595 получил капитанство и губернаторство в Байонне, где также был бессменным наследственным мэром, а 19-го был назначен генеральным наместником в ее округе. В 1596 году побывал в Бидаше, где во исполнение королевского ордонанса восстановил католическое исповедание. В следующем году был вызван Генрихом в лагерь под Амьеном, после чего еще несколько лет оставался при особе монарха, вернувшись в свои родовые земли только после победы над герцогами Савойским и Меркёром и общего замирения королевства.
В годы правления Генриха IV Грамон в 1608 году договорился об устройстве в Бидаше еженедельного рынка и ежегодной ярмарки, просуществовавшей до присоединения княжества к Франции в 1790 году. Деятельность этих торговых площадок, предоставлявших участникам значительные налоговые льготы, регулировалась жалованной грамотой, данной графом де Грамоном в Бидаше в качестве его суверена 15 декабря 1634.
После убийства короля в Лангедоке возобновилась религиозная война. В 1613 году умер сенешаль Беарна Сен-Коломб и Грамон вступил в борьбу за эту должность с могущественным губернатором герцогом де Лафорсом. Мария Медичи пыталась найти компромиссное решение спора, а граф несколько раз провоцировал своего противника, надеясь устроить дуэль, и отказался признавать королевские грамоты, передававшие вожделенный пост сыну герцога.
В результате Беарн и значительная часть Гаскони разделились на два лагеря. Сеньоры де Бенак и де Мьосенс встали на сторону Грамона и подняли Арманьяк, Шалос, Бигорру и Комменж, собрав почти шесть тысяч пехоты и столько же конницы, чтобы изгнать из Беарна наместника-кальвиниста. Наваррский парламент, державший сторону гугенотов и Лафорса, объявил их предателями и обвинил в использовании иностранных войск. Сторонники Грамона осадили По, но взять его не смогли. Бенак и Сарьяк были арестованы, а Грамон вызван ко двору в Париж, впервые за 13 лет. Ему удалось договориться с королевой-матерью и получить должность вице-короля Наварры и Беарна с повелением изгнать из этих стран Лафорса с его партизанами.
Наместник, узнав о перемене парижской политики, добровольно сдавать свои позиции не пожелал, созвал штаты, выразившие недовольство решением королевы, собрал ополчение и с шестью пушками двинулся против сьёра де Перелажа, грамонского капитана, занимавшего Сорд и Астенг. Перелаж был вынужден уступить натиску превосходящих сил, но Грамон и сьёр де Пуайян не дали герцогу развить успех, отвоевав оба города, а затем осадив Эр, который Лафорсу пришлось очистить после упорного сопротивления, оставив на поле боя лучших своих солдат. Узнав о произошедшем, королева объявила Лафорса мятежником, отстранила от командования и приказала государственному советнику Комартену изгнать герцога и его сторонников из Беарна, что опять не удалось сделать по причине нехватки войск.
Между тем в 1615 году состоялся двойной брак между правящими домами Франции и Испании. Обмен принцессами был проведен на переправе через Бидассоа, и невесту Людовика XIII Анну Австрийскую из рук испанцев приняли герцогиня Неверская и графини де Грамон и де Лозён, жена и сестра Антуана. Сам он эскортировал инфанту через беспокойные южнофранцузские земли, наводненные гугенотскими отрядами, во главе тысячи пехотинцев и сотни всадников. Тогда же был назначен вице-адмиралом Нижней Гиени.
31 декабря 1619 был пожалован в рыцари орденов короля.
В последующие годы граф служил Людовику XIII в кампаниях против мятежных гугенотов, заслужив признательность монарха и кардинала Ришельё.
В октябре 1636 адмирал Арагона внезапным нападением захватил Сен-Жан-де-Люз и осадил Байонну, но граф де Грамон немедленно выступил против испанцев и принудил их к отступлению.
13 декабря 1643 от имени Людовика XIV был возведен жалованной грамотой в достоинство герцога и пэра Франции.

## Семья
1-я жена (контракт 1.09.1601): Луиза де Роклор (1583—1610), старшая дочь Антуана де Роклора, маршала Франции, и Катрин д’Орнезан. Была обвинена мужем в супружеской неверности и приговорена его «Бидашским парламентом» к обезглавливанию. Сумела сообщить родственникам о своем бедственном положении, и семья обратилась за справедливостью к королевской власти. Королевский совет 16 января 1611 кассировал всю судебную процедуру бидашского трибунала, но посланный на место рекетмейстер Гург не смог помочь графине, умершей при неясных обстоятельствах. Пьер де Л’Этуаль пишет, что ее отравили, а Тальман де Рео рассказывает о подозрении в отношении графа, якобы поместившего жену в комнату, где затем провалился пол, из-за чего графиня свалилась «в глубокую дыру», при падении сломала бедро и затем умерла.
Аженор де Грамон сообщает, что граф встретил представителя двора у моста Гаррюиш на речке Бидузе, «которая служила границей Французского королевства и Бидашского государства» и отказался пропускать в названное «государство», заявив, что представителям иностранных властей в нем делать нечего и никакой информацией с ними не поделятся, но если Гург выступает не как официальное лицо, а как друг семьи, то ему будет позволено увидеть графиню. Бидашские судьи были вызваны в Королевский совет для объяснений, но дело в результате замяли. Маршал Роклор пытался жаловаться, но ничего не добился. Трибунал маршалов Франции дело закрыл, составив примирительный акт между Грамоном и Роклором, а Бордосский парламент, к юрисдикции которого граф относился по своим гиеньским фьефам, издал королевскую грамоту о помиловании, постановив предать это дело забвению.
Дети:
- герцог Антуан III (1604—12.07.1678), маршал Франции. Жена (28.11.1634): Франсуаза-Маргерит де Шивре (ум. 1689), дочь Эктора де Шивре, сеньора дю Плесси, де Фразе и де Рабестана, и Мари де Конан
- Роже (ум. 18.03.1629), граф де Лувиньи. Убит на дуэли в Испанских Нидерландах.

2-я жена (контракт 29.05.1618): Клод де Монморанси (1595—3.04.1652), старшая дочь Луи де Монморанси, барона де Бутвиля, и Шарлотты-Катрин де Люкс
Дети:
- Анри (ум. 1.09.1679), граф де Тулонжон. Кампмаршал, был холост
- Филибер (ок. 1620—30.01.1707), граф де Грамон. Жена: Элизабет Гамильтон (ок. 1641—3.06.1708), дочь графа Джорджа Гамильтона и Мэри Батлер
- Сюзанна-Шарлотта (ум. 31.07.1688). Муж (6.06.1640): Жюст-Анри Митт де Шеврьер (1615—1664), маркиз де Сен-Шомон, граф де Мьолан, сын Мелькиора Митта де Шевриера, маркиза де Сен-Шомона, графа де Мьолана
- Анн-Луиза (ум. 21.10.1666). Муж (26.06.1647): Изаак де Пас (ум. 1688), маркиз де Фёкьер
- Франсуаза-Маргерит-Байонна. Муж: маркиз Филипп де Лон в Беарне
- Шарлотта-Катрин (ум. 1714), аббатиса Нотр-Дам-де-Ронсере в Анже